# جيرفيه نديراكوبوكا
جيرفيه نديراكوبوكا هو قائد سابق للمتمردين البورونديين ومفوض للشرطة يشغل منصب رئيس وزراء بوروندي منذ 7 سبتمبر 2022. وقبل ذلك، كان وزير الداخلية والأمن العام وتنمية المجتمع. وهو معروف بقمعه العنيف للاحتجاج المدني لعام 2015 في بوروندي.